# 제73회 아카데미상
제73회 아카데미상은 2001년 3월 25일에 열린 시상식이다. LA 슈라인 오디토리움에서 개최되었으며 사회자는 스티브 마틴이다.
2000년 최고의 영화에 수여되는 시상식으로 2001년 3월 25일 오후 5시 30분부터 로스앤젤레스 슈라인 오디토리움에서 열렸다. (태평양 표준시 / 오후 8시 30분 동부 표준시 시작). 시상식에서 AMPAS는 23개 부문의 아카데미상(흔히 오스카상)을 시상했다. ABC를 통해 미국에 방영된 이 행사는 길 케이츠(Gil Cates)가 제작하고 루이스 J. 호비츠(Louis J. Horvitz)가 감독했다. 배우 스티브 마틴이 처음으로 쇼를 진행했다. 3주 전인 3월 3일 캘리포니아주 비벌리힐스의 리젠트 비벌리 윌셔 호텔에서 열린 시상식에서 진행자 러네이 젤위거가 아카데미 기술상 시상식을 진행했다.
글래디에이터 (2000년 영화)는 최우수 작품상을 포함해 5개 상을 수상했다. 다른 수상작으로는 와호장룡, 트래픽 (2000년 영화)이 4개 상을 받았으며 올모스트 페이머스, 빅 마마(Big Mama), 에린 브로코비치 (영화), 아버지와 딸, 그린치 (2000년 영화), 낯선 사람들의 품속으로, 폴락 (영화), 키에로 세르(Quiero Ser), U-571 (영화), 원더 보이스 (영화) 등이 있다. 이 방송은 미국에서 거의 4,300만 명의 시청자를 확보했다.

## 후보 및 수상

### 작품상
- 글래디에이터 - 더글러스 윅 외 2명 수상
- 초코렛 - 라세 할스트롬
- 에린 브로코비치 - 스티븐 소더버그
- 트래픽 - 스티븐 소더버그
- 와호장룡 - 이안

### 남우주연상
- 글래디에이터 - 러셀 크로우 수상
- 비포 나잇 폴스 - 하비에르 바르뎀
- 캐스트 어웨이 - 톰 행크스
- 폴락 - 에드 해리스
- 퀼스 - 제프리 러쉬

### 여우주연상
- 에린 브로코비치 - 줄리아 로버츠 수상
- 초코렛 - 줄리엣 비노슈
- 컨텐더 - 조안 알렌
- 레퀴엠 - 엘렌 버스틴
- 유 캔 카운트 온 미 - 로라 리니

### 남우조연상
- 트래픽 - 베니시오 델 토로 수상
- 컨텐더 - 제프 브리지스
- 에린 브로코비치 - 앨버트 피니
- 글래디에이터 - 조아킨 피닉스
- 뱀파이어의 그림자 - 윌렘 대포

### 여우조연상
- 폴락 - 마샤 게이 하든 수상
- 올모스트 페이머스 - 케이트 허드슨
- 올모스트 페이머스 - 프란시스 맥도맨드
- 빌리 엘리어트 - 줄리 월터스
- 초코렛 - 주디 덴치

### 감독상
- 트래픽 - 스티븐 소더버그 수상
- 빌리 엘리어트 - 스티븐 돌드리
- 에린 브로코비치 - 스티븐 소더버그
- 글래디에이터 - 리들리 스콧
- 와호장룡 - 이안

### 각본상
- 올모스트 페이머스 - 카메론 크로우 수상
- 빌리 엘리어트 - 리 홀
- 에린 브로코비치 - 수잔나 그랜트
- 글래디에이터 - 데이빗 H. 프란조니
- 유 캔 카운트 온 미 - 케네스 로너건

### 각색상
- 트래픽 - 스티븐 개건 수상
- 초코렛 - 로버트 넬슨 야곱
- 오 형제여 어디에 있는가 - 에단 코언
- 와호장룡 - 왕혜령
- 원더 보이스 - 스티븐 클로브스

### 촬영상
- 와호장룡 - 포덕희 수상
- 글래디에이터 - 존 매디슨
- 말레나 - 라조스 콜타이
- 오 형제여 어디에 있는가 - 로저 디킨스
- 패트리어트 - 늪 속의 여우 - 카렙 디샤넬

### 편집상
- 트래픽 - 스티븐 미리온 수상
- 올모스트 페이머스 - 조 헛슁
- 글래디에이터 - 피에트로 스카리아
- 와호장룡 - 팀 스퀴레스
- 원더 보이즈 - 디디 알렌

### 미술상
- 와호장룡 - 협금첨 수상
- 글래디에이터 - 아더 맥스
- 그린치 - 마이클 코렌블리스
- 퀼스 - 마틴 차일즈
- 바텔 - 장 라바스

### 의상상
- 글래디에이터 - 잰티 예이츠 수상
- 102마리 달마시안 - 안소니 포웰
- 그린치 - 리타 라이악
- 퀼스 - 재클린 웨스트
- 와호장룡 - 협금첨

### 분장상
- 그린치 - 릭 베이커 수상
- 더 셀 - 미셸 버크, 에두아르 F. 엔리케
- 뱀파이어의 그림자 - 앤 뷰캐넌

### 음악상
- 와호장룡 - 담순 수상
- 초코렛 - 레이첼 포트먼
- 글래디에이터 - 한스 짐머
- 말레나 - 엔니오 모리꼬네
- 패트리어트 - 늪 속의 여우 - 존 윌리엄스

### 주제가상
- 원더 보이즈 - 밥 딜런 수상
- 어둠 속의 댄서 - 비요크
- 쿠스코 쿠스코 - 스팅
- 미트 페어런츠 - 랜디 뉴만
- 와호장룡 - 담순

### 음향편집상
- U-571 - 존 존슨 수상
- 스페이스 카우보이 - 알란 로버트 머레이

### 음향믹싱상
- 글래디에이터 - 스콧 밀란 수상
- U-571 - 스티브 매슬로
- 캐스트 어웨이 - 랜디 돔
- 패트리어트 - 늪 속의 여우 - 케빈 오코넬
- 퍼펙트 스톰 - 존 T. 레잇츠

### 시각효과상
- 글래디에이터 - 존 넬슨 수상
- 할로우 맨 - 스콧 E. 앤더슨
- 퍼펙트 스톰 - 스테판 팽마이어

### 외국어영화상
- 와호장룡 - 이안 수상
- 아모레스 페로스 - 알레한드로 곤살레스 이냐리투
- 타인의 취향 - 아네스 자우이
- 에브리바디 페이머스 - 도미니크 데루데르
- 나의 아름다운 비밀 - 얀 흐르베이크

### 단편애니메이션상
- 아버지와 딸 - 마이클 두독 드 비트 수상
- The Periwig-Maker - 슈테펜 셰플러
- 퇴짜 - 돈 헤르츠펠트

### 단편영화상
- Quiero ser(I want to be ...) - Florian Gallenberger 수상
- One Day Crossing - Joan Stein
- Seraglio - Gail Lerner
- Uma Historia de Futebol - Paulo Machline
- By Courier - Peter Riegert

### 장편다큐멘터리상
- 낯선 사람들의 품속으로 - Mark Jonathan Harris 수상
- Legacy - Tod Lending
- 낮을 향한 밤의 긴 여로 - Frances Reid
- Scottsboro: An American Tragedy - Barak Goodman
- Sound and Fury - Josh Aronson

### 단편다큐멘터리상
- Big Mama - Tracy Seretean 수상
- Curtain Call - Charles Braverman
- Dolphins - Greg MacGillivray
- The Man On Lincoln's Nose - Daniel Raim
- On Tiptoe: Gentle Steps to Freedom - Eric Simonson

### 공로상
- 잭 카디프 수상
- 어니스트 레흐먼 수상

### 어빙 탤버그 상
- Dino De Laurentiis 수상

### 고든 소이어 상
- Irwin Young 수상

### 표창메달
- Paul Kenworthy Jr. 수상

## 같이 보기
- 제7회 미국 배우 조합상
- 제21회 골든 래즈베리상
- 제54회 영국 아카데미 영화상
- 제58회 골든 글로브상